# Hypnum lycopodioides x fluitans
Hypnum lycopodioides x fluitans là một loài Rêu trong họ Hypnaceae. Loài này được Sanio mô tả khoa học đầu tiên năm 1885.